# Sebastes chlorostictus
Espèce
Sebastes chlorostictus est une espèce de poissons de la famille des Scorpaenidae.